# William Augustus Tilden
Sir William Augustus Tilden (Londres, 15 de agosto de 1842 — 11 de dezembro de 1926) foi um químico britânico.
Descobriu que o isopreno pode ser obtido a partir da terebintina. Não teve sucesso entretanto em tornar comercialmente viável a borracha sintética.

## Obras
- Famous Chemists: the men and their work. George Routledge and Sons Ltd., 1921